# Old Road Football Club
Maillots
Actualités
Old Road Football Club est un club de football antiguais basé à Old Road, au sud de l'île d'Antigua.

## Histoire
Fondé à Old Road, il joue en Premier Division. Il compte à son palmarès deux championnats. Malgré ses deux titres nationaux, le club n'a jusqu'à présent jamais participé à une compétition continentale, en raison des critères de sélection des clubs antiguais pour la CFU Club Championship.
Le milieu offensif Gayson Gregory a porté les couleurs du club durant une saison, en 2009-2010.

## Palmarès
- Championnat d'Antigua-et-Barbuda (2) : 
  - Champion en 2012 et 2013
  - Vice-champion en 2010